# NGC 5310
NGC 5310 je zvijezda u zviježđu Djevici. 

## Vanjske poveznice
- (engl.) SEDS: NGC 5310
- (engl.) Revidirani Novi opći katalog
- (engl.) Izvangalaktička baza podataka NASA-e i IPAC-a
- (engl.) Astronomska baza podataka SIMBAD
- (engl.) VizieR
- DSS-ova slika NGC 5310  Arhivirana inačica izvorne stranice od 23. ožujka 2016. (Wayback Machine)